# Yoshinori Ohsumi
Yoshinori Ohsumi (n. 9 februarie 1945, Fukuoka, Japonia) este un cercetător japonez, specialist în biologie celulară, laureat al Premiului Nobel pentru Fiziologie sau Medicină 2016.